# 徳島県立ひのみね支援学校
徳島県立ひのみね支援学校（とくしまけんりつ ひのみねしえんがっこう）は、徳島県小松島市中田町にある公立養護学校（特別支援学校）。

## 沿革
- 1959年 - 徳島県立ひのみね学園を開校。学園内に北小松島小学校分教室、小松島中学校分教室を設置。
- 1968年 - 分教室から北小松島小学校ひのみね分校、小松島中学校ひのみね分校となる。
- 1975年 - 徳島県立養護学校ひのみね分校となる。
- 1985年 - 徳島県立ひのみね養護学校として独立する。
- 2010年 - 徳島県立ひのみね支援学校へ校名を変更する。

## 設置課程
- 小学部
- 中学部
- 高等部